# تيم يفبفر
تيم يفبفر (بالإنجليزية: Tim Lefebvre)‏ هو عازف الباس المزدوج أمريكي، ولد في 4 فبراير 1968 في فوكسبورو في الولايات المتحدة.

## وصلات خارجية
- تيم يفبفر على موقع ميوزك برينز (الإنجليزية)
- تيم يفبفر على موقع أول ميوزيك (الإنجليزية)
- تيم يفبفر على موقع ديسكوغز (الإنجليزية)